# 馬萬鈞 (動力機械師)
馬萬鈞，為臺灣動力機械師和航空工程師，漢翔航空工業榮譽顧問，曾任漢翔航空工業總經理兼任常務董事，國家中山科學研究院副院長（國機國造業務），中科院航空研究所所長，臺灣區航太工業同業公會常務理事，中華民國航空太空學會理事長等。畢業於國立清華大學動力機械工程系博士、國立中央大學機械工程系碩士和國立成功大學航空太空工程系學士。

## 國機國造
馬萬鈞在國機國造政策中扮演著重要角色，由於具航空專業 由中科院副院長馬萬鈞任漢翔總經理，因應國機國造政策，空軍預計打造66架勇鷹高教機，在馬萬鈞主導下，漢翔投入生產自製率超過55%的T-BE5A。